# Historia jednego myśliwca
Historia jednego myśliwca – polski czarno-biały film wojenny z 1958 roku.

## Fabuła
Film opowiada dzieje Stefana, jednego z polskich pilotów myśliwców biorących udział w bitwie o Anglię. Podczas jednej z akcji bojowych zostaje zestrzelony i przebywa na boi ratowniczej w towarzystwie pilota niemieckiego. Obaj na zmianę wzywają przez radio pomocy. Pierwsi na pomoc przypływają Anglicy, więc Stefan wraca do służby. W międzyczasie nawiązuje romans z Margaret, wdową po angielskim pilocie. W kolejnej akcji nad Francją ponownie zostaje zestrzelony. Życie ratują mu francuscy partyzanci. Po rekonwalescencji przemycają go przez granicę do Hiszpanii. Stamtąd znów udaje się do Anglii. Mimo nalegań Margaret nie chce zrezygnować z latania. Ginie w czasie kolejnej akcji.

## Obsada
- Bogusz Bilewski – porucznik Stefan Zaremba
- Krystyna Iwaszkiewicz – Margaret
- Danuta Nagórna – Katarzyna
- Włodzimierz Skoczylas – Zygmunt
- Kazimierz Fabisiak – Francois
- Jan Machulski – Staszek
- Emil Karewicz – lotnik niemiecki
- Kazimierz Dejunowicz – niemiecki lekarz w kostnicy szpitala w St. Clair
- Zbigniew Roman – Pierre, członek francuskiego ruchu oporu
- Igor Śmiałowski – Zawada, dowódca Dywizjonu 306
- Miłosz Maszyński – dr Ruvet
- Leonard Pietraszak – pilot Dywizjonu 306
- Jane Ridgway – Alice